# Стяжкіна Тетяна Анатоліївна
Тетя́на Анато́ліївна Стя́жкіна (* 1977) — українська шосейна велогонщиця, учасниця двох олімпіад.

## Життєпис
Народилася 1977 року в місті Сімферополь. Велоспортом займатися почала з дитинства, готувалася під керівництвом Володимира Резника й заслуженого тренера України Новіцької Тетяни Георгіївни.
1995 року виграла бронзову медаль на шосейному чемпіонаті світу в програмі індивідувльної гонки з роздільним стартом.
1997 року здобула срібну медаль на молодіжному чемпіонаті Європи в Австрії. Успішно виступила в жіночій багатоденній гонці «Джиро делла Тоскана», фінішувала першою в пролозі та посіла другу позицію в генеральній класифікації.
Чемпіонка Європи-1998.
1999-го на молодіжній європейській першості в Лісабоні перемогла в двох дисциплінах: груповій гонці та роздільній.
Учасниця літніх Олімпійських ігор-2000. Від того ж року виступала на професійному рівні за різні європейські професійні команди, зокрема Acca Due O, Alfa Lum, Pragma-Deia-Colnago, Velodames-Colnago, Aliverti-Bianchi-Kookai. Цього часу відзначилася перемогами на окремих етапах «Тур де Од», «Трофи д'Ор», «Тура Швейцарії», «Тура Польщі».
Чемпіонка України 2001 й 2002 року з шосейного велоспорту — в груповій і індивідуальній гонках відповідно.
Чемпіонка України з велоспорту на шосе-2002 й 2008 років. Срібна призерка-2001 та 2006 року. Чемпіонка України в груповій гонці-2001 й 2008 року; срібна призерка-2002.
Випускниця факультету фізичного виховання 2003 року Черкаського національного університету імені Богдана Хмельницького
2006 року у Франції на перегонах «Золотий трофей» посіла друге місце в генеральній класифікації.
Протягом 2006—2008 років представляла італійський «USC Chirio Forno D'Asol», з яким серед іншого зуміла виграти генеральну класифікацію «Вуельти Сальвадора».
Учасниця літніх Олімпійських ігор-2008.
Того ж року була кращою у заліку національної першості України в обидвох жіночих дисциплінах, груповій гонці й гонці з роздільним стартом.
2009 року виступала за команду «Fenixs-Edilsavino», вирішила завершити спортивну кар'єру через травму, після чого була зроблена операція на хребті..
У липні 2013 року вперше брала участь у змаганнях як паралімпієць.